# Vui khỏe có ích
Vui khoẻ có ích là một trò chơi truyền hình về dành cho người cao tuổi do Ban Văn hóa - Giải trí, Đài Truyền hình Việt Nam phối hợp thực hiện. Chương trình được lên sóng trên kênh VTV3 từ ngày 22/8/2004 đến nay.

## Luật các vòng chơi
Qua nhiều năm phát sóng, cứ mỗi năm lại có thêm những cải tiến và những luật chơi mới (trừ các giai đoạn 2012 - 2014 và 2015 - 2016 không thay đổi luật). Sau đây là luật chơi.

### 22/8/2004 - 14/8/2005[1]
Mỗi đội chơi có 3 người chơi, là đại diện của CLB người cao tuổi, Hội Người cao tuổi, Hội Cựu chiến binh hoặc các cơ quan đoàn thể khác.

#### Vòng 1: Khoẻ
Chương trình sẽ có 5 câu hỏi về chủ đề về dinh dưỡng và sức khoẻ. Mỗi câu hỏi có 3 phương án: A, B, C. Các đội giơ biển để lựa chọn phương án đúng duy nhất. Mỗi câu trả đúng được 5 điểm. Điểm tối đa là 25 điểm.

#### Vòng 2: Vui
Mỗi đội sẽ thể hiện một tiết mục trên sân khấu (ca nhạc, kịch, nghệ thuật, thơ...). Ban cố vấn sẽ đánh giá từng tiết mục của mỗi đội và cho điểm. Điểm tối đa của vòng này là 30 điểm.

#### Vòng 3: Có ích
Cả 3 đội sẽ xem 1 đoạn băng tình huống và sau đó mỗi đội sẽ trình bày ý kiến. Ban cố vấn sẽ đánh giá từng ý kiến của mỗi đội và cho điểm. Điểm tối đa của vòng này là 20 điểm.

### 21/8/2005 - Nửa đầu 2008
Mỗi đội chơi có 2 người chơi và một biệt danh của đội mình.

#### Vòng 1: Dẻo dai
Ở phần thi này, mỗi đội sẽ thể hiện tài năng thể thao của mình bằng một bài dưỡng sinh, khiêu vũ, múa nghệ thuật, múa dân tộc hoặc múa võ. Thời gian tối đa của phần thi này là 4 phút. Điểm tối đa là 60 điểm. Sau khi thể hiện xong tài năng thể thao, các đội sẽ phải trả lời câu hỏi của ban giám khảo, điểm tối đa là 10 điểm.
Tổng điểm của phần thi Dẻo dai là 70 điểm.

#### Vòng 2: Dồi dào
Ở phần thi này, các đội lần lượt lên chọn ô câu hỏi cho mình. Trên màn hình sẽ xuất hiện 4 ô câu hỏi được đánh số thứ tự 1,2,3,4. Mỗi ô gồm 4 câu hỏi, trả lời theo hình thức trắc nghiệm. Thời gian để trả lời 4 câu hỏi là 1 phút. Mỗi câu trả lời đúng được 20 điểm.
Tổng điểm của phần thi Dồi dào là 80 điểm. Lưu ý: Các đội không chọn ô câu hỏi trùng lặp với ô mà đội khác đã chọn.
Sau khi kết thúc 2 phần thi Dẻo dai và Dồi dào, đội nào có số điểm cao nhất được quyền tham dự phần Lật ô tìm quà. Trên màn hình xuất hiện 4 ô quà, mỗi phần quà đều có giá trị khác nhau.

#### Vòng 3: Nhớ nhanh kể nhanh
Có 2 câu hỏi nhỏ. Ở phần thi này, cả 3 đội cùng trả lời chung 2 câu hỏi. Sau khi MC đọc câu hỏi, các đội có 10 giây suy nghĩ, 30 giây viết lên bảng. Mỗi từ đúng được 3 điểm.
Lưu ý: Tuyệt đối không viết tắt.

### Nửa cuối 2008 - 31/12/2011
Mỗi đội chơi có 2 người chơi và một biệt danh của đội mình.

#### Tặng điểm

##### 2005 - Nửa đầu 2010
Mỗi đội được tặng trước 200 điểm để bắt đầu chương trình.

##### Nửa cuối 2010 - 2011
Mỗi đội được tặng trước 300 điểm để bắt đầu chương trình.

#### Vòng 1: Vui cùng âm nhạc

##### Nửa cuối 2008 - Nửa đầu 2010
Có 4 ô màu gồm: xanh, đỏ, tím, vàng; mỗi ô có một đoạn bài hát, trong đó có một số từ bị giấu.
Phần thi này được chia làm 2 vòng. Lần lượt từng đội chơi sẽ lên chọn 1 ô màu cho đội của mình. Mỗi ô màu tương ứng với 1 đoạn bài hát. Sau khi nghe đoạn bài hát do chương trình đưa ra, các đội chơi phải hát lại chính xác từng từ ở đoạn bài hát đó hoặc trả lời đúng các từ bị khuyết. Đoán đúng được 350 điểm.

##### Nửa cuối 2010 - 2011

###### Vòng 1
Ở vòng 1, mỗi ô màu sẽ tương ứng với 1 đoạn bài hát. Sau khi nghe đoạn bài hát do chương trình đưa ra, các đội chơi phải hát lại chính xác từng từ ở đoạn bài hát đó. Nếu hát đúng được 300 điểm (trước đây là 350 điểm), hát sai không có điểm.

###### Vòng 2
Mỗi ô màu sẽ tương ứng với 1 đoạn bài hát, trong đó có 1 từ bị méo tiếng. Sau khi nghe đoạn bài hát do chương trình đưa ra, các đội chơi phải hát lại chính xác từng từ ở đoạn bài hát đó hoặc giải các từ bị giấu. Nếu hát đúng được 300 điểm, hát sai không có điểm. 
Riêng năm 2011, sẽ có thêm 1 câu hỏi phụ ở mỗi vòng, trả lời đúng được 200 điểm, trả lời sai không có điểm.

#### Vòng 2: Cẩm nang sức khỏe
Phần chơi này được thể hiện theo các chủ đề sức khỏe và dinh dưỡng. Mỗi chủ đề sẽ có 7 câu hỏi (trước đây là 5 câu hỏi) để các đội chơi trả lời theo hình thức trắc nghiệm. Sau khi MC đọc xong câu hỏi và 4 phương án trả lời thì các đội chơi mới được bấm chuông. Nếu đội chơi bấm chuông khi MC chưa đọc xong câu hỏi thì xem như đội đó đã phạm luật. Đội bấm chuông và trả lời đúng được 300 điểm, nếu như đội đó trả lời sai thì quyền trả lời thuộc về 2 đội còn lại. Nếu một trong hai đội còn lại trả lời sai, quyền trả lời thuộc về khán giả có mặt trong trường quay (trước đây không có lượt trả lời cho khán giả).

#### Vòng 3: Lật ô tìm quà (Ô quà bí mật)
Sau phần chơi Cẩm nang súc khỏe, đội chơi có điểm số cao nhất sẽ được bước vào phần chơi Lật ô tìm quà. Mỗi 1 ô màu xanh, đỏ, tím, vàng ẩn chứa 1 món quà thú vị của chương trình hoặc của nhà tài trợ. Đội chơi sẽ lựa chọn 1 trong 4 ô này và nhận phần quà tương ứng. Sau 2 phần chơi Vui cùng âm nhạc và Cẩm nang sức khỏe, đội nào có điểm số cao nhất sẽ bước vào phần chơi mang tên: Phần chơi đặc biệt.
Trong trường hợp các đội có điểm số bằng nhau thì sẽ phải trả lời 1 câu hỏi phụ. Câu hỏi phụ đó không tính điểm.
Từ 2005 - 2008, sau khi đội chơi chọn ô quà của mình, MC sẽ để cho đội chơi tự khám phá các phần quà trong mỗi ô quà.
Từ 2009 - 2011, sau khi đội chơi chọn ô quà của mình, MC sẽ công bố các phần quà còn lại, sau đó là phần quà mà đội chơi đã chọn.

#### Cơ hội nhân đôi
Đội chơi sẽ trả lời 4 câu hỏi trắc nghiệm trong 70 giây. Đúng cả 4 câu sẽ được nhân đôi số điểm của 2 vòng trước. Trả lời sai bất kỳ câu nào thì không được cộng điểm (từ 2009 – 2010, nếu không trả lời đúng hết 4 câu thì mỗi câu đúng được 300 điểm).

#### Trò chơi đặc biệt (2011)
Chương trình sẽ có 6 ô được đánh số từ 1 đến 6. Đội chơi được lựa chọn bất kỳ 4 ô. Trong 6 ô đó có 2 ô ẩn chứa 2 phần quà đặc biệt mà nếu đội chơi chọn được sẽ nhận ngay phần quà đó và không phải trả lời câu hỏi nào. 4 ô còn lại ẩn chứa 1 câu hỏi với giải thưởng 500.000 VNĐ. Nếu trả lời đúng, đội chơi sẽ có 500.000 VNĐ.

### 7/1/2012 - 31/5/2014
Mỗi đội được tặng trước 500 điểm để bắt đầu chương trình.

#### Vòng 1: Vui
Phần chơi này gồm có 2 vòng chơi, ở mỗi vòng có 1 thành viên của đội tham gia. Chương trình sẽ có 4 ô màu để đội chơi lựa chọn (xanh, đỏ, tím và vàng). Tương ứng với mỗi ô màu là 1 bài hát. Ở mỗi vòng, đội chơi sẽ phải hát lại chính xác đoạn của bài hát đó. Nếu hát đúng được 300 điểm, hát sai không có điểm. Sau khi hát xong, các đội sẽ tham gia trả lời 1 câu hỏi phụ, trả lời đúng được 200 điểm. Nếu đội nào hát sai, 2 đội còn lại sẽ bấm chuông để giành quyền hát. Nếu đội chơi giành quyền hát đúng sẽ được 300 điểm. Chỉ 1 đội có cơ hội tham gia mỗi lần, lần lượt như vậy trong cả 2 lần thi của phần chơi Vui. Sau khi kết thúc phần chơi, đội nào có điểm số cao nhất sẽ được nhận món quà của chương trình.

#### Vòng 2: Khoẻ
Chương trình sẽ có tấm bảng A, B, C cho mỗi đội chơi. Sau khi người dẫn chương trình đọc xong câu hỏi và 3 phương án trả lời, cả 3 đội chơi sẽ giơ đáp án của đội mình lên để trả lời câu hỏi. Đội nào trả lời đúng được 200 điểm, trả lời sai không có điểm. Sau 2 phần chơi VUI và KHOẺ, đội chơi nào có điểm số cao nhất sẽ được lọt vào phần chơi mang tên: CÓ ÍCH.
Trường hợp các đội có điểm số bằng nhau thì sẽ phải trả lời 1 câu hỏi phụ. Câu hỏi phụ đó không tính điểm.

#### Vòng 3: Có ích
Luật tương tự vòng thi đặc biệt của giai đoạn 1/1/2011 - 31/12/2011.

### 7/6/2014 - 27/6/2015
Mỗi đội được tặng trước 500 điểm để bắt đầu chương trình.

#### Vòng 1: Vui
Phần chơi này gồm có 2 vòng chơi, ở mỗi vòng có 1 thành viên của đội tham gia. Chương trình sẽ có 4 ô màu để đội chơi lựa chọn (xanh, đỏ, tím và vàng). Tương ứng với mỗi ô màu là 1 bài hát. Ở vòng 1, đội chơi sẽ phải tìm từ bị khuyết trong đoạn nhạc. Ở vòng 2, đội chơi sẽ phải hát lại chính xác đoạn của bài hát đó. Nếu hát đúng được 500 điểm, hát sai không có điểm. Sau khi hát xong, các đội sẽ tham gia trả lời 1 câu hỏi phụ, trả lời đúng được 200 điểm. Riêng ở vòng 2, nếu người chơi thứ nhất của 1 đội hát sai, người chơi còn lại của đội đó và 2 đội còn lại sẽ bấm chuông để giành quyền hát. Nếu người chơi còn lại hoặc đội chơi giành quyền hát đúng sẽ được 500 điểm. Chỉ 1 đội có cơ hội tham gia mỗi lần, lần lượt như vậy trong cả 2 lần thi của phần chơi Vui. Sau khi kết thúc phần chơi, đội nào có điểm số cao nhất sẽ được nhận món quà của chương trình.

#### Vòng 2: Khoẻ
Chương trình có 5 câu hỏi thuộc chủ đề sức khoẻ và dinh dưỡng để các đội chơi trả lời theo hình thức trắc nghiệm. Sau khi MC đọc xong câu hỏi và 3 phương án trả lời thì các đội chơi mới được bấm chuông. Nếu đội chơi bấm chuông khi MC chưa đọc xong câu hỏi thì xem như đội đó đã phạm luật. Đội bấm chuông và trả lời đúng được 500 điểm, nếu như đội đó trả lời sai thì quyền trả lời thuộc về 1 trong 2 đội còn lại. Mỗi câu hỏi chỉ có tối đa 2 đội được quyền trả lời. Sau 2 phần chơi VUI và KHOẺ, đội chơi nào có điểm số cao nhất sẽ được lọt vào phần chơi mang tên: CÓ ÍCH.

#### Vòng 3: Có ích
Chương trình sẽ có 6 ô được đánh số từ 1 đến 6. Đội chơi được lựa chọn bất kỳ 4 ô. Trong 6 ô đó có 2 ô ẩn chứa 2 phần quà đặc biệt mà nếu đội chơi chọn được sẽ nhận ngay phần quà đó và không phải trả lời câu hỏi nào. 4 ô còn lại ẩn chứa 1 câu hỏi với giải thưởng 500.000 VNĐ hoặc 1.000.000 VNĐ. Nếu trả lời đúng, đội chơi sẽ có số tiền đó. Nếu đội chơi trả lời sai, 2 đội còn lại sẽ bấm chuông giành quyền trả lời. Đội trả lời đúng sẽ nhận được giải thưởng tương ứng với ô số mà đội chiến thắng đã mở được.

### 4/7/2015 - 31/12/2016
Mỗi đội được tặng trước 500 điểm để bắt đầu chương trình.

#### Vòng 1: Vui
Phần chơi này có 2 lượt chơi:
Lượt 1: Trong thời gian 1 phút, các đội sẽ sắp xếp đúng theo thứ tự các câu hát thành 1 đoạn bài hát đúng. 1 thành viên trong đội sẽ thể hiện đoạn bài hát đó. Đội sắp xếp đúng được 500 điểm, thể hiện đúng được 200 điểm.
Lượt 2: Các đội có 1 phút để lựa chọn 2 đoạn bài hát đúng. Nếu chọn đủ 2 đáp án đúng được 500 điểm. Sau đó, ba đội bấm chuông giành quyền thể hiện đoạn bài hát. Nếu thể hiện đúng, đội chơi sẽ được 200 điểm.

#### Vòng 2: Khoẻ
Phần chơi gồm có 5 câu với phương án A, B và C. Các đội chơi giơ biển để chọn phương án trả lời đúng. Nếu trả lời đúng, đội chơi sẽ nhận được 200 điểm. Đội chơi có điểm số cao nhất sau 2 phần chơi Vui và Khoẻ bước tiếp vào phần chơi: CÓ ÍCH.

#### Vòng 3: Có ích
Đội chơi lọt vào vòng thi Có ích được lựa chọn 4 trong 6 sản vật của biển khơi, tương ứng với 4 câu hỏi. Nếu trả lời đúng, đội chơi sẽ giành được phần thưởng tương ứng với 500.000 VNĐ, 1.000.000 VNĐ và các món quà đặc biệt. Nếu đội chơi đó trả lời sai, 2 đội còn lại sẽ bấm chuông để giành quyền trả lời. Có 2 phần thưởng trị giá 500.000 VNĐ, 2 phần thưởng trị giá 1.000.000 VNĐ và 2 phần quà đặc biệt.

### 7/1/2017 - 30/12/2017

#### Vòng 1: Vui
Trong phần chơi này, mỗi đội chơi hát nối câu trong 1 bài hát cùng với ca sĩ. Mỗi thành viên hát đúng được 300 điểm, hát sai không có điểm. Mỗi thành viên hát hay được tối đa là 300 điểm. Điểm tối đa cho mỗi đội là 1200 điểm.

#### Vòng 2: Khoẻ
3 đội chơi cùng theo dõi 1 đoạn clip thi vận động ngoài trời của hai đội đã được ghi hình trước đó và cùng dự đoán đội chơi nào giành chiến thắng bằng cách đặt chiếc quạt giấy vào khay màu đỏ hoặc xanh tương ứng với đội Đỏ hoặc đội Xanh mà đội chơi lựa chọn. Đội nào dự đoán đúng được 500 điểm, đoán sai không có điểm.

#### Vòng 3: Có ích
Chương trình sẽ có 5 câu hỏi về chủ đề về dinh dưỡng và sức khoẻ. Mỗi câu hỏi có 3 phương án: A, B, C. Các đội giơ biển để lựa chọn phương án đúng duy nhất. Mỗi câu trả đúng được 200 điểm. Điểm tối đa dành cho mỗi đội là 1000 điểm.

### 6/1/2018 - 20/3/2021

#### Thử thách 1
Mỗi đội chơi sẽ trả lời trước 1 câu hỏi của chương trình. Trả lời đúng được 1000 điểm, sai được 500 điểm do thành viên còn lại trả lời bổ sung. Sau đó, 2 thành viên ít tuổi hơn sẽ phải vượt qua thử thách của chương trình. Nếu thành công được 2000 điểm, còn nếu thất bại thì không có điểm.

#### Thử thách 2
2 đội tham gia cùng lúc. Có 5 câu hỏi về chủ đề sức khỏe. Mỗi câu hỏi được đưa ra dưới dạng trắc nghiệm với 3 phương án trả lời A, B và C. Sau khẩu lệnh của MC, đội nào bấm chuông đúng luật và sớm hơn sẽ giành quyền trả lời. Với mỗi câu hỏi mà đội chơi trả lời đúng được 1000 điểm, trả lời sai hoặc bấm chuông trước khẩu lệnh của MC thì đội còn lại được 1000 điểm nếu trả lời đúng.

#### Thử thách 3
Luật tương tự vòng 1, chỉ khác là đúng được 2000 điểm, sai được 1000 điểm do thành viên còn lại trả lời bổ sung. Sau đó, 2 thành viên nhiều tuổi hơn sẽ phải vượt qua thêm 1 câu hỏi phụ của chương trình. Mỗi câu trả lời đúng được 1000 điểm, trả lời sai không có điểm.

### 27/3/2021 - 24/12/2022

#### Vòng 1: Bạn tri kỷ
Có 5 câu hỏi dành cho mỗi đội. 2 thành viên sẽ được cung cấp bảng và bút. Sau khi nghe câu hỏi, cả 2 sẽ ghi câu trả lời vào bảng của mình. Nếu trao đổi đáp án với người còn lại dưới bất kỳ cách thức nào sẽ không tính điểm. Trả lời đáp án giống nhau, được 1 điểm. Trả lời khác nhau thì không có điểm.

#### Vòng 2: Bạn khỏe
Luật tương tự như thử thách 2 của format từ năm 2018 - 20/3/2021. Sau mỗi vòng thi, đội chơi có số điểm cao hơn sẽ nhận được quà tặng từ chương trình.

#### Vòng 3: Bạn vui
Chương trình đưa ra các câu hỏi trắc nghiệm với 3 phương án trả lời A, B và C. Mỗi đội cử 1 người ở lại để chọn phương án và người kia sẽ lên bục phần thưởng gồm 5 bậc. Trả lời đúng mỗi câu sẽ lên được một bậc để mở phần thưởng ở bậc đó, còn nếu sai thì sẽ phải đứng im ở đúng vị trí đó. Đội nào có nhiều câu đúng hơn sẽ đi xa hơn. Đội thắng chung cuộc là đội chinh phục mốc thứ 5.

### 11/2/2023 - nay (Phiên bản Tuổi vàng)

#### Vòng 1: Ký ức vàng
Mỗi đội chơi sẽ có 3 kỷ vật gắn liền với tuổi thơ của họ (có thể là đồ vật, một địa điểm hoặc một bài hát). Người trẻ hơn sẽ là người diễn tả các kỷ vật đó cho người già hơn và người già hơn sẽ có quyền đoán kỷ vật trong 30 giây. Trả lời đúng mỗi kỷ vật được 10 điểm. Nếu người diễn tả lộ ra từ có trong đáp án thì sẽ không ghi được điểm.
Từ tháng 5/2024, ở 2 từ khóa đầu thì người miêu tả có thể dùng hành động và ngôn từ, ở từ khóa cuối cùng thì người miêu tả chỉ được dùng hành động.

#### Vòng 2: Tuổi vàng
Luật tương tự như phần thi Bạn khỏe (27/3/2021 - 24/12/2022), nhưng với mỗi câu trả lời đúng đội chơi được 20 điểm. Trả lời sai thì chuyên gia sẽ giải đáp và đưa ra câu trả lời đúng.

#### Vòng 3: Dinh dưỡng vàng

##### 11/2/2023 - 4/5/2024
Có 5 câu hỏi cùng 1 chủ đề, luật chơi tương tự vòng Tuổi vàng. Đội chơi bấm chuông và trả lời đúng đầu tiên được 40 điểm. Trả lời sai, đội chơi còn lại có cơ hội trả lời và trả lời đúng được 20 điểm.

##### 11/5/2024 - nay
Có 4 câu hỏi, gồm 2 câu hỏi trắc nghiệm và 2 câu hỏi chọn 3 nguyên liệu, nội dung cùng 1 chủ đề. Trong câu hỏi trắc nghiệm, luật chơi tương tự vòng Tuổi vàng. Trả lời đúng ghi được 20 điểm, trả lời sai thì đội chơi còn lại có cơ hội trả lời để được 10 điểm nếu đúng. Trong câu hỏi chọn nguyên liệu, thành viên trong mỗi đội sẽ có 1 phút để lựa chọn số nguyên liệu được để sẵn ở trên bàn theo yêu cầu, chọn đúng từng nguyên liệu ghi được 20 điểm (tối đa trong câu hỏi này là 60 điểm).
Trong trường hợp sau 3 vòng mà 2 đội bằng điểm nhau thì chương trình sử dụng câu hỏi phụ. 
Sau đó, có một vị đầu bếp sẽ xuất hiện trong chương trình và giải thích những nguyên liệu để ở bàn cho một thành phẩm liên quan đến mỗi chủ đề. Khách mời sẽ là người giải thích các bước làm thành phẩm đó, sau khi ra thành phẩm, các đội chơi có thể thưởng thức thành phẩm ngay.

## Cơ cấu giải thưởng

### 22/8/2004 - 14/8/2005
Đội có số điểm cao nhất sẽ nhận được 1.200.000 VNĐ, đội thứ hai nhận được 1.000.000 VNĐ, đội còn lại nhận được 800.000 VNĐ. Ngoài ra, cả 3 đội còn được nhận thêm các phần quà của nhà tài trợ.

### 21/8/2005 - 31/12/2016
Cứ 1 điểm nhân với 1.000 đồng tiền thưởng (riêng năm 2008 là 10.000 đồng cho mỗi điểm). Ngoài ra, cả 3 đội còn được nhận thêm các phần quà của nhà tài trợ.

### 7/1/2017 - 30/12/2017
Nếu là đội giành chiến thắng sau 3 vòng thì đội đó sẽ nhận được phần thưởng riêng từ BTC chương trình. Các đội còn lại nhận được các phần quà của nhà tài trợ.

### 6/1/2018 - 20/3/2021, 11/2/2023 - nay
Cả đội chiến thắng và đội thua cuộc đều được nhận các phần quà của nhà tài trợ.

### 27/3/2021 - 24/12/2022
Đội thắng cuộc ở vòng 3 sẽ nhận được 5.000.000 VNĐ, đội còn lại nhận được 2.000.000 VNĐ. Ngoài ra, cả 2 đội còn được nhận các phần quà của nhà tài trợ.

## Người dẫn chương trình
- Phạm Tiến Duật (22/8/2004 - 14/8/2005)
- Ngọc Bích (2/1/2005 - 27/12/2008)
- Vũ Thu Trang (3/1/2009 - 31/12/2011)
- Thảo Vân (7/1/2012 - 6/2/2021)
- Huyền Châu (vài số trong năm 2014)
- Trần Ngọc (13/2/2021 - 25/12/2021)
- Chí Trung (1/1/2022 - nay)

## Đón nhận

### 22/8/2004 - 25/12/2010
Trong thời gian đầu, chương trình có sự tham dự của câu lạc bộ người cao tuổi, hội chiến binh và hội người cao tuổi. Sau này thì các đội chơi đặt tên của đội mình là gì để tham gia chương trình.

### 1/1/2011 - 31/12/2011
Chương trình chuyển sang phiên bản mới với một sân khấu mới.

### 7/1/2012 - 27/6/2015
Chương trình vẫn giữ nguyên format cũ.

### 4/7/2015 - 31/12/2016
Từ đầu tháng 7/2015 cho đến hết cuối năm 2016, chương trình chuyển sang phiên bản mới với chủ đề là những cánh buồm, đồng thời làm mới intro, hình hiệu, sân khấu để phù hợp với chủ đề này. Đây là giao diện sử dụng đến hết năm 2016.

### 7/1/2017 - 30/12/2017
Trong suốt năm 2017, chương trình đã có thêm một vài thay đổi để tiếp xúc được gần hơn với người cao tuổi. Vẫn là 3 đội chơi, vẫn là 3 vòng thi nhưng đối tượng tham gia có thể là con hay là cháu, thay vì đơn giản là 2 đồng chí lớn tuổi như trước đó. Dẫu có khoảng cách thế hệ nhưng "kẻ tung người hứng" vẫn rất nhịp nhàng. Riêng vòng chơi đầu tiên, chương trình sẽ có một vài nghệ sĩ nổi tiếng và cũng là vị khách mời đồng hành cùng cả 3 đội chơi.

### 6/1/2018 - 20/3/2021 (Phiên bản người nổi tiếng)
Với mong muốn đổi mới về mặt chương trình, tăng cường chất lượng nội dung, làm sao để gửi tới khán giả một ngày càng hấp dẫn hơn nữa, từ đầu năm 2018, chương trình đã có những thay đổi đáng kể về mặt format. Mỗi chương trình được giảm đi từ 3 xuống còn 2 đội chơi là những người nổi tiếng có độ tuổi trung niên. Đây là dịp để khán giả hiểu hơn về những người mà mình hâm mộ, đồng thời, cũng là cơ hội tốt để những người tham dự chương trình thể hiện những tài năng ít được công chúng biết đến.
Xuyên suốt chương trình sẽ là những phần thi hỏi đáp về những kiến thức hữu ích trong cuộc sống, được lồng ghép khéo léo với những phần thi ghép tranh thử thách trí nhớ của người chơi. Phiên bản năm 2018 có nhiều người chơi là một vài nghệ sĩ nổi tiếng tham gia chương trình như: Nghệ sĩ hài Giang Còi, Thu Hà, Nguyệt Hằng, Diễm Hương... mang đến một sắc thái mới và luôn có nhiều tiếng cười từ vòng thi ghép tranh.

### 27/3/2021 - 24/12/2022
Từ ngày 27/3/2021 đến hết ngày 24/12/2022, chương trình chuyển sang phiên bản mới với màu áo chủ đạo là màn hình LED siêu lớn hơn so với màn hình cũ được sử dụng trước đó. Trong phiên bản này, MC Trần Ngọc cầm trịch cho chương trình, sau đó chuyển lại vị trí cho nghệ sĩ Chí Trung. Không những vậy, chương trình còn thay đổi luật chơi của mỗi vòng. Đội chơi chiến thắng được quyết định bằng phần thưởng sau mỗi vòng thi. Đồng thời luật tiền thưởng có sự thay đổi: Đội thắng cuộc ở vòng 3 sẽ nhận được 5.000.000 VNĐ, đội còn lại nhận được 2.000.000 VNĐ.

### 11/2/2023 - nay: Phiên bản TUỔI VÀNG
Trong phiên bản này, bố cục của sân khấu đã thay đổi thành các tường màn hình rộng lớn bao quanh trường quay với khung cảnh là một ngôi nhà hoang sơ thập niên 80 - 90 và các loại tranh dân gian liên quan tới thủ đô Hà Nội, đồng thời bục đứng của đội chơi chuyển thành bục vàng. Tuy nhiên, nghệ sĩ Chí Trung tiếp tục là người đảm nhận dẫn dắt chương trình. Đối tượng tham gia chương trình vẫn là những người cao tuổi, thỉnh thoảng một số tập phát sóng có sự tham gia của một vài nghệ sĩ nổi tiếng trên màn ảnh nhỏ.

## Phát sóng

### Phát chính
- 07:30 sáng Chủ nhật hàng tuần (22/8/2004 - 26/12/2004)
- 08:00 sáng Chủ nhật hàng tuần (2/1/2005 - 25/12/2005)
- 09:00 sáng Chủ nhật hàng tuần (1/1/2006 - 18/2/2007)
- 08:00 sáng thứ 7 hàng tuần (24/2/2007 - 27/12/2008, 7/1/2012 - 29/3/2014, 6/6/2015 - nay)
- 09:00 sáng thứ 7 hàng tuần (3/1/2009 - 31/12/2011)
- 08:30 sáng thứ 7 hàng tuần (5/4/2014 - 30/5/2015)

### Phát lại
- 09:30 sáng thứ 2 tuần kế tiếp (trong thời điểm giải bóng đá UEFA Euro 2020 diễn ra, chương trình được dời sang 09:30 ngày thứ 6 thay vì thứ 2)
- 05:10 và 09:15 sáng thứ 2
- 04:30 sáng thứ 3 và Chủ nhật
- 01:20 sáng thứ 4
- 16:10 chiều thứ 4
- 12:50 trưa thứ 6 (1/12/2023 - nay)
- 03:00 sáng Chủ nhật (2021 - 2022, sử dụng trong trường hợp gameshow lúc 20:30 thứ 6 không có phát lại, thường là sau tuần cuối cùng phát sóng)
- Phát lại trên VTV4 dành cho người Việt Nam ở nước ngoài
- Trên các nền tảng số của VTV

### Tạm ngừng phát sóng hoặc thay đổi khung giờ phát sóng
Trong suốt thời gian phát sóng, chương trình có một số lần phải tạm ngừng phát sóng hoặc thay đổi khung giờ phát sóng do trùng với các sự kiện đặc biệt và đã được phát sóng trở lại vào 7 ngày sau đó. Cụ thể:

### Tạm ngừng phát sóng
- 2/10/2005, do trùng với thời điểm diễn ra Giải chạy báo Hà Nội Mới mở rộng năm 2005 và trận chung kết Đường lên đỉnh Olympia năm thứ 6.
- 14/6/2008, do trùng với lễ Quốc tang Nguyên Thủ tướng Võ Văn Kiệt.
- 12/10/2013, do trùng với lễ Quốc tang Đại tướng Võ Nguyên Giáp.
- 2/9/2017, do trùng với thời điểm diễn ra Giải xe đạp VTV Cup 2017.
- 6/10/2018, do trùng với lễ Quốc tang Nguyên Tổng Bí thư kiêm Chủ tịch Hội đồng Bộ trưởng Đỗ Mười.
- 4/5/2019, do trùng với lễ Quốc tang Nguyên Chủ tịch nước Lê Đức Anh.
- 15/8/2020, do trùng với lễ Quốc tang Nguyên Tổng Bí thư Lê Khả Phiêu.
- 21/11/2020, do trùng với thời điểm diễn ra Chung kết Đường tới cầu vồng năm 2020.
- Từ ngày 31/12/2022 đến ngày 4/2/2023, chương trình đang chuẩn bị ghi hình Phiên bản tuổi vàng.
- 20/7/2024, do trùng với lễ Quốc tang Nguyên Tổng Bí thư Nguyễn Phú Trọng.
- 5/4/2025, do trùng với lễ Quốc tang Nguyên Thủ tướng Cộng hòa Dân chủ Nhân dân Lào Khamtay Siphandone.
- 24/5/2025, do trùng với lễ Quốc tang Nguyên Chủ tịch nước Trần Đức Lương.

### Thay đổi khung giờ phát sóng do trùng với sự kiện đặc biệt
- 20/3/2005, do trùng với thời điểm diễn ra Giải Việt dã toàn quốc - Giải Báo Tiền Phong năm 2005 nên chương trình đổi lịch phát sóng sang 09:00.
- 31/12/2006, do trùng với cầu truyền hình Nối vòng tay lớn nên chương trình đổi lịch phát sóng sang 16:00.
- 31/5/2008, do trùng với thời điểm diễn ra trận chung kết và lễ bế mạc Giải bóng đá trẻ em có hoàn cảnh đặc biệt 2008 nên chương trình đổi lịch phát sóng sang 13:00.
- 22/11/2008, do trùng với thời điểm diễn ra Giải bóng chuyền bãi biển toàn quốc - Cúp Tanimex 2008 nên chương trình đổi lịch phát sóng sang 16:00.
- 18/4/2009, do trùng với thời điểm diễn ra Giải quần vợt quốc tế - Tranh cúp Tanimex 2009 nên chương trình đổi lịch phát sóng sang 11:00.
- 25/4/2009, do trùng với thời điểm diễn ra Cuộc đua xe đạp tranh Cúp truyền hình Thành phố Hồ Chí Minh 2009 nên chương trình đổi lịch phát sóng thành 11:00.
- 2/5/2009, do trùng với thời điểm diễn ra Cuộc đua xe đạp về Điện Biên Phủ 2009 - Cúp báo Quân đội nhân dân nên chương trinh đổi lịch phát sóng sang 15:40.
- 28/1/2017 (Mùng 1 Tết Đinh Dậu), do trùng thời điểm phát sóng các chương trình trong dịp Tết Nguyên Đán nên chương trình đổi lịch phát sóng sang 07:30.
- 24/10/2020, do trùng với thời điểm diễn ra Giải xe đạp VTV Cup 2020 nên chương trình đổi lịch phát sóng thành 10:00.

## Nhà tài trợ
- Ensure Gold (22/8/2004 - 14/8/2005, 10/5/2014 - 4/4/2015)
- Maxcare (21/8/2005 - 24/9/2011)
- Traphaco (1/10/2011 - 31/12/2011, 2/1/2021 - 9/10/2021, 11/11/2023 - nay)
- Mediplantex (7/1/2017 - 30/12/2017)
- Ngưu hoàng thanh tâm liquid (6/1/2018 - 5/1/2019)
- Công ty dược thảo Phúc Vinh (4/1/2020 - 26/12/2020, 22/10/2022 - 24/12/2022)
- Sâm nhung bổ thận TW3 (1/1/2022 - 15/10/2022, 11/2/2023 - 7/10/2023)
- Chưa có nhà tài trợ (7/1/2012 - 3/5/2014, 11/4/2015 - 31/12/2016, 12/1/2019 - 28/12/2019, 16/10/2021 - 25/12/2021, 14/10/2023 - 4/11/2023)